# Ménélas
Ménélas (en grec ancien Μενέλαος / Menélaos : « qui soutient le peuple ») est un personnage de la mythologie grecque, roi de Sparte, fils d'Atrée et d'Érope. Mari d'Hélène et frère d'Agamemnon, il est l'un des héros achéens de la guerre de Troie.

## Mythe

### Jeunesse
Ménélas est le fils d'Atrée et d'Érope. Érope est la première épouse d'Atrée ; celui-ci l'assassine après la relation amoureuse qu'elle a entretenue avec son frère Thyeste.
Ménélas est élevé avec son frère Agamemnon, leur sœur Anaxibie et Égisthe qui passe pour leur demi-frère. Égisthe est en réalité le fils de Thyeste qui a violé Pélopia.
Sept ans après la naissance d'Égisthe, Agamemnon et Ménélas partent à Delphes, sur l'ordre d'Atrée, afin d'y trouver leur oncle Thyeste. Trouvé par hasard, Thyeste est capturé et ramené à Mycènes. Égisthe assassine Atrée au retour de Thyeste, et ce dernier prend possession du trône de Mycènes, contraignant Agamemnon et Ménélas à l'exil : ils sont confiés tour à tour au roi de Sicyone Polyphide, qui les confie à Œnée l'Étolien. Adultes, ils reviennent dans leur patrie, renversent Thyeste, et le contraignent à son tour à l'exil - il fuit à Cythère. Les deux frères prennent pour épouse les filles du roi de Sparte Tyndare : Agamemnon épouse Clytemnestre, après avoir tué son premier mari (Tantale, fils de Thyeste) et son fils tout juste né. Ménélas épouse Hélène à l'issue d'un concours.

### Époux d'Hélène et roi de Sparte
Hélène était la fille de Léda et de Zeus, son père putatif était le mari de Léda, Tyndare, le roi de Sparte. Lorsqu'Hélène fut en âge de se marier, sa beauté était telle que tous les chefs de Grèce briguèrent sa main ; Apollodore compte 31 prétendants et Hygin 36. Devant cette foule, Tyndare craignit que, à choisir l'un d'eux, les autres ne se rebellent. Mais Ulysse lui promit, à condition qu'il l'aide à obtenir la main de Pénélope, de lui fournir le moyen de parer à toute émeute. Tyndare accepta, et Ulysse lui suggéra d'imposer à tous les prétendants de prêter un serment, à savoir de prendre la défense de l'époux qui aurait été choisi, s'il subissait d'un autre quelque injustice à cause de son mariage. Ainsi Tyndare fit-il jurer les prétendants ; il choisit Ménélas comme mari d'Hélène et obtint d'Icarios la main de Pénélope pour Ulysse. Quand les deux fils de Tyndare, Castor et Pollux, furent divinisés, Tyndare fit venir Ménélas à Sparte et lui confia le trône de Sparte. Hésiode raconte que Ménélas fut choisi à cause de ses richesses.
De l'union d'Hélène et Ménélas naquirent Hermione et Nicostrate. Mais Ménélas eut également d'autres enfants : Mégapenthès avec son esclave Piéris et Xénodamos avec la nymphe Cnossia.

### Un mari trompé
Pâris, à qui Aphrodite a promis Hélène, navigue jusqu'en Grèce où il est bien reçu à Sparte par Ménélas et voit Hélène pour la première fois. Neuf jours plus tard, Ménélas doit partir en Crète afin d'assister aux funérailles de son grand-père, Catrée. Il ordonne à Hélène de tout faire pour être agréable à leur invité troyen... Aphrodite réunit ce soir-là les deux amants, qui s'enfuient le lendemain en volant la plupart des richesses de Ménélas. Iris vient informer Ménélas de son infortune. Il part s'entretenir avec son frère Agamemnon et le sage Nestor et décident à tous trois de réunir tous les chefs achéens, leur rappelant le serment de Tyndare, pour lancer une vaste expédition militaire contre Troie,. Ménélas part en tournée chez ses alliés pour rassembler le plus grand nombre de guerriers grecs, mais certains rois rechignent, tel Ulysse qui se fait passer pour fou et Cyniras de Chypre qui s'en tire par une astuce.
Dans l'armée des achéens Ménélas parvient à réunir avec lui soixante vaisseaux remplis de guerriers venus de Sparte, Pharis, Messa, Brysées, Augée, Amyclées, Hélos, Laa et Oetile.

### La guerre de Troie
Avant que toute l'armée des Grecs ne débarque, Ulysse et Ménélas sont envoyés en ambassade pour réclamer Hélène et tenter d'arrêter les hostilités. Mais les Troyens, poussés par Antimaque, refusent et cherchent même à tuer les émissaires. Ulysse et Ménélas peuvent repartir grâce à Anténor,,.

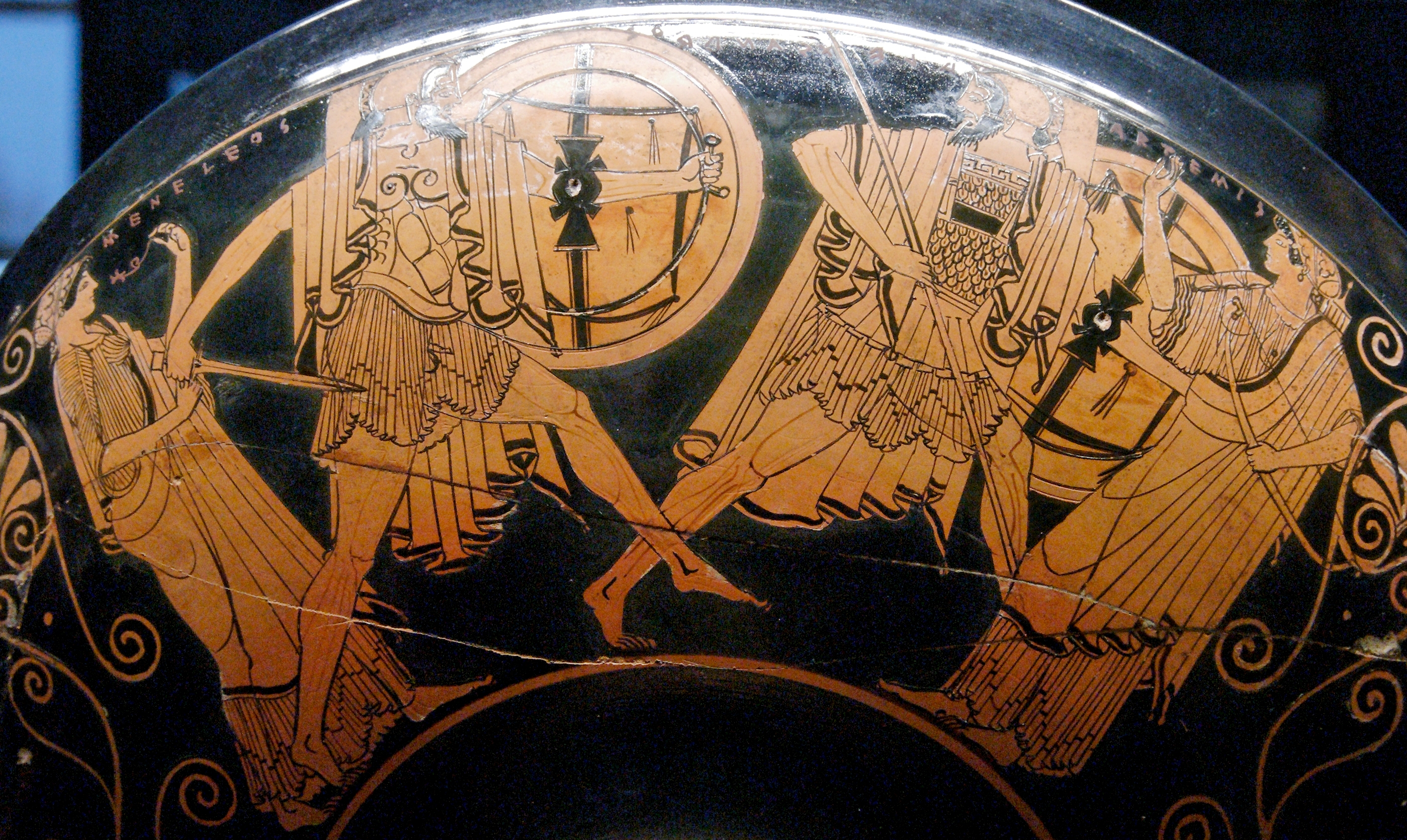
Ménélas (centre gauche) poursuit Pâris (centre droit) sous les yeux d'Aphrodite (à gauche) et d'Artémis (à droite). Face A d'un kylix à figures rouges, vers 490-460 av. J.-C. Capoue.

L'Iliade décrit longuement son duel avec Pâris. Apercevant son rival dans la mêlée, Ménélas se jette sur lui comme un lion, mais Pâris s'enfuit, et se fait durement tancer par Hector qui lui reproche sa lâcheté après avoir été à l'origine de la guerre. Pâris accepte alors un duel avec Ménélas dont Hélène est le prix qui pourra mettre un terme aux hostilités. Pour cautionner le sort du duel, Priam sort par les Portes Scées et quitte la sûre ville pour aller sur la plaine de l'affrontement. Ménélas surclasse rapidement Pâris, sa lance s'enfonce dans le bouclier de son adversaire et il brise son épée. Il s'empare alors de Pâris, le tirant par son casque pour le ramener vers son camp, quand Aphrodite libère Pâris en déliant sa mentonnière et en enlevant son protégé dans un nuage.
Peu après, Pandaros ne blesse que légèrement Ménélas grâce à la protection d'Athéna, il est soigné par Machaon.
Ménélas combat sous la protection de deux déesses : Héra et Athéna. Il tue au combat huit guerriers troyens : Scamandrios, Pylémènès, Pisandre, Dolops, Thoas, Euphorbe, Hyperénor et Podès. C'est au chant XVII qu'a lieu son aristie, mais il tue beaucoup moins de guerriers que les principaux héros. Il se place derrière Achille (72), Patrocle (54), Teucros fils de Télamon (30), Ajax fils de Télamon (28), Léitos (20), Diomède (18), Agamemnon (16), Ajax fils d'Oïlée (14), Idoménée (13) et Ulysse (12).
La mort de Patrocle le touche particulièrement. Il est le premier des guerriers grecs à courir auprès du corps qu'il défend à Euphorbe. Aux jeux célébrant les funérailles de Patrocle, Ménélas participe à la course de char. Il termine derrière Diomède et Antiloque, fils de Nestor qui l'a dépassé par ruse. Après l'arrivée, il conteste à Antiloque sa deuxième place, mais se radoucit après les excuses de ce dernier et lui cède finalement son prix. Il gagne l'épreuve du lancer du javelot.

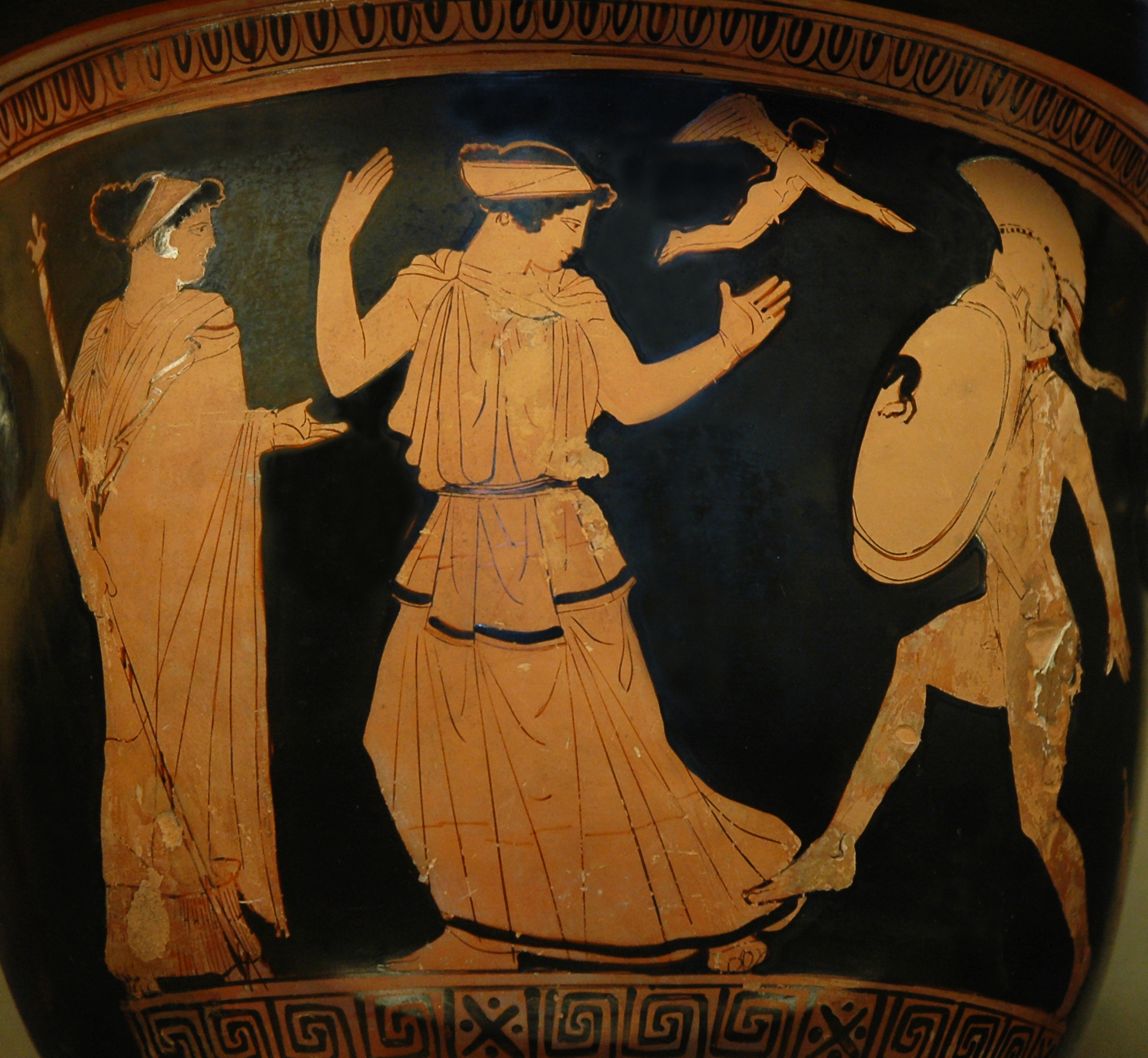
Ménélas (à droite) courant après Hélène (au centre) pendant la prise de Troie, cratère attique à figures rouges, -450--440, musée du Louvre.

Il fait partie des héros qui s'introduisent dans l'intérieur du cheval de Troie,, parmi les premiers, puis il pénètre avec Ulysse dans le palais de Déiphobe (le nouvel époux d'Hélène depuis la mort de Pâris) grâce à Hélène qui lui ouvre les portes. Ménélas tue alors Déiphobe et retrouve son épouse. Si Ménélas veut la tuer sur le moment, il se radoucit bien vite face aux charmes de son épouse, qu'il ramène finalement avec lui,,.
Dans le récit du Le Sac de Troie d'Arctinos de Milet, Ménélas tue Déiphobe et reprend sa femme Hélène. Ajax, fils d'Oïlée, traîne Cassandre hors du temple d'Athéna et la viole ; les dieux envisagent de le châtier en le changeant en pierre, mais Ajax se réfugie dans le temple d'Athéna. Plus tard, lors du retour des Grecs chez eux, Athéna le fera périr en mer. Néoptolème tue Astyanax, le fils d'Hector, et prend sa femme Andromaque comme captive. Les Grecs sacrifient la fille de Priam, Polyxène, sur la tombe d'Achille afin d'apaiser son esprit en colère.
Aristote s'étonne que nulle part dans l'Iliade, Homère ne fasse mention d'une concubine couchant avec Ménélas, alors qu'il a donné des femmes à tout le monde, même Nestor et Phénix, ses aînés. D'après Aristote, au temps de leur jeunesse, ces deux personnages n'avaient guère soumis leur corps aux excès de l'ivresse, ni aux désordres nés de la sensualité ou de la gloutonnerie, tant et si bien que, tout naturellement, ils étaient restés fort vigoureux jusque dans leur vieillesse, si on peut penser que le spartiate avait un grand respect pour Hélène, sa femme légitime.

### Le retour

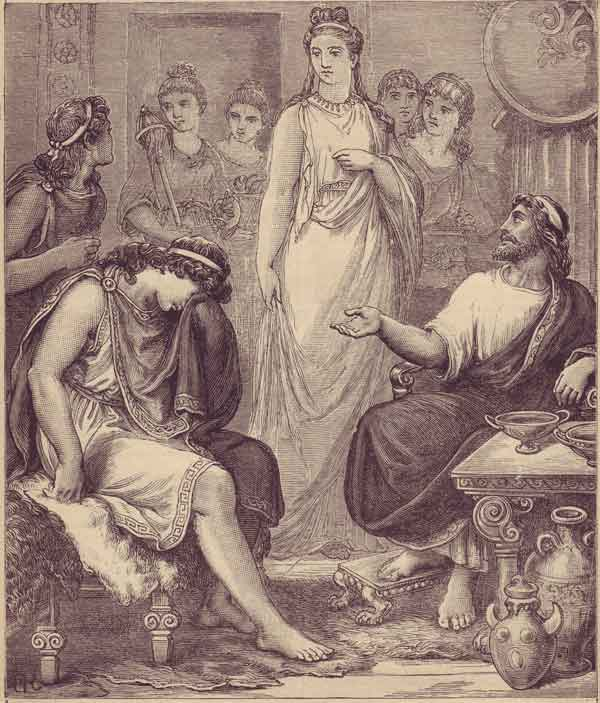
Télémaque chez Ménélas et Hélène, gravure du XIXe siècle.

Après le sac de Troie, Ménélas se dispute avec son frère car il enjoint aux Achéens de rentrer tout de suite chez eux, tandis qu'Agamemnon souhaite d'abord sacrifier aux dieux,. Ménélas est l'un des premiers à repartir chez lui, accompagné de Nestor et Hélène. Il s'arrête au cap Sounion, pour enterrer son pilote, puis Zeus provoque une tempête qui envoie certains vaisseaux en Crète, et celui de Ménélas sur les côtes d'Égypte. Son voyage de retour dura 8 ans dans les pays de Méditerranée orientale (Chypre, Libye, Phénicie) et surtout en Égypte. Son pilote Canopos est enterré à Canope. Euripide dans sa tragédie Hélène écrit qu'il y retrouve la vraie Hélène qui avait été tenue à l'écart du conflit durant toute la guerre de Troie ; Dion de Pruse y fait allusion dans son XIe Discours. Hérodote rapporte que Ménélas reprit Hélène de ses hôtes sans ménagement. Sa dernière étape est l'île de Pharos où il reste bloqué 20 jours par les dieux. La déesse Idothée vient alors lui conseiller de capturer son père Protée pour l'interroger. Ménélas et ses compagnons s'emparent par ruse du dieu qui commence par se changer en multiples animaux avant de répondre à Ménélas que, s'il veut rentrer chez lui, il lui faut d'abord sacrifier à Zeus comme il aurait dû le faire avant son départ de Troie. Protée lui apprend également la mort de son frère, auquel il érige un cénotaphe avant de prendre la mer,. Il rejoint ensuite sans encombre les côtes de Grèce.
Si le retour fut long, il fut moins difficile que celui d'Ulysse : Ménélas revient chez lui avec un vaisseau rempli d'or et de présents. Il rentre à Sparte le jour même où Oreste assassine sa mère Clytemnestre et Egisthe. Il vit ensuite tranquillement avec Hélène, dans son palais au milieu des fabuleux trésors qu'il a ramenés de son périple. Plus tard, il reçoit chez lui Télémaque, venu rechercher des informations sur son père Ulysse. Télémaque arrive à Sparte le jour même des doubles noces d'Hermione avec Néoptolème, le fils d'Achille et de Mégapenthès avec la fille du Spartiate Alector. Ménélas avait promis Hermione au fils d'Achille à la fin de la guerre de Troie, bien qu'elle fût fiancée depuis son enfance à Oreste. Ce dernier tua Néoptolème pour enfin récupérer Hermione.

### Mort
Dans l'Odyssée, Protée prophétise que Ménélas sera conduit par les dieux dans les Champs-Elysées,. Une légende plus tardive racontait que Ménélas et Hélène furent immolés à Tauris par Iphigénie.

## Personnalité

### Épithètes homériques

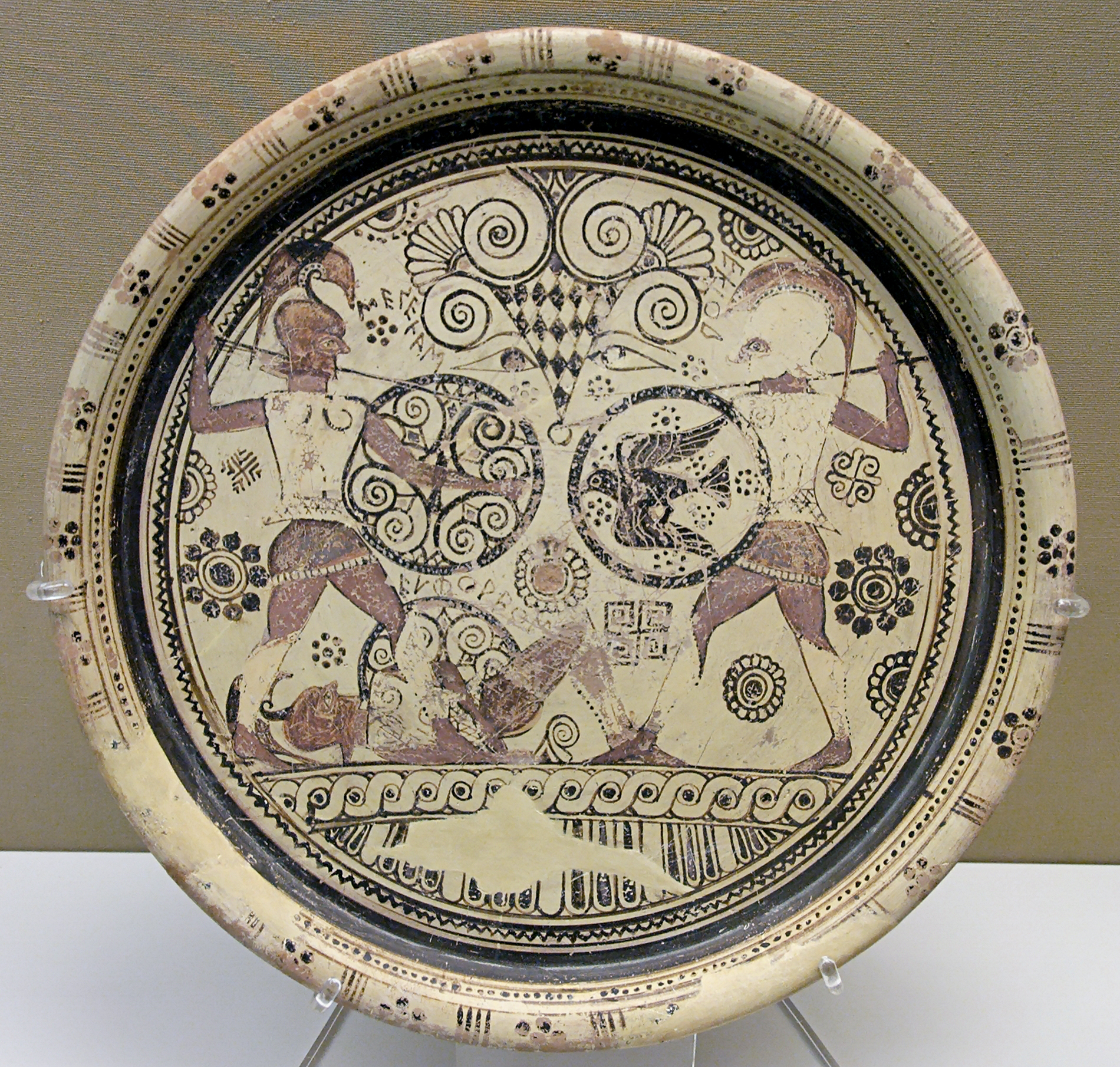
Combat de Ménélas et d'Hector sur le corps d'Euphorbe, assiette du style des chèvres sauvages moyen, v. 600 av. J.-C., British Museum.

Les épithètes utilisées par Homère dans l’Iliade et l’Odyssée pour Ménélas sont :
- Ménélas aimé d'Arès (ἀρηίφιλος Μενέλαος / arêíphilos Menélaos) : 20 occurrences dans l’Iliade[I 13] et 1 dans l’Odyssée[O 13] ;
- Ménélas bon à lancer le cri de guerre (βοὴν ἀγαθὸς Μενέλαος / boền agathòs Menélaos) : 16 occurrences dans l’Iliade[I 14] et 8 dans l’Odyssée[O 14] ;
- Ménélas le blond (ξανθός Μενέλαος / xanthós Menélaos) : 16 occurrences dans l’Iliade[I 15] et 15 dans l’Odyssée[O 15] ;
- Ménélas comme Arès (ἀρηΐος Μενέλαος / arêḯos Menélaos) : 9 occurrences dans l’Iliade[I 16] ;
- Ménélas élevé par Zeus (Μενέλαε Διοτρεφές / Menélae Diotrephés) : 9 occurrences dans l’Iliade[I 17] et 10 dans l’Odyssée[O 16] ;
- Ménélas fils d'Atrée (Ἀτρεΐδης Μενέλαος / Atreḯdês Menélaos) : 8 occurrences dans l’Iliade[I 18] et 9 dans l’Odyssée[O 17] ;
- Ménélas l'illustre (Μενελάου κυδαλιμοιόν / Meneláou kudalimoión) : 7 occurrences dans l’Iliade [I 19] et 7 dans l’Odyssée[O 18] ;
- Ménélas célèbre pour sa lance (en grec ancien δουρίκλειτος Μενέλαος / douríkleitos Menélaos) : 4 occurrences dans l’Iliade[I 20] et 1 dans l’Odyssée[O 19] ;
- Ménélas très glorieux (ἀγακλέος Μενέλαος / agakléos Menélaos) : 2 occurrences dans l’Iliade[I 21] ;
- Ménélas irréprochable (Μενέλαος ἀμύμων / Menélaos amúmôn) : 1 occurrence dans l’Iliade[I 22] ;
- Ménélas le vaillant (Μενέλαος ἰφθιμός / Menélaos iphthimós) : 1 occurrence dans l’Iliade[I 23] ;
- Ménélas le bon (ἀγαθὸν Μενέλαον / agathòn Menélaov) : 1 occurrence dans l’Iliade[I 24] ;
- Ménélas le prince (ἄναξ Μενέλαε / ánax Menélae) : 1 occurrence dans l’Iliade[I 25] ;
- Ménélas le divin (ἀντιθέῳ Μενελάῳ / antithéôi Meneláôi) : 1 occurrence dans l’Odyssée[O 20].

### Portrait physique
Son apparence physique est aussi impressionnante que celle de la plupart des héros grecs. Anténor se souvient de lui quand il vint à Troie avec Ulysse : « Quand tous deux se mêlaient aux Troyens assemblés, Ménélas était d'une taille plus élevée ; mais, s'ils s'asseyaient, Ulysse semblait être le plus majestueux. ». Homère insiste sur la teinte blonde de ses cheveux (sur l'ensemble de l'Iliade et l'Odyssée, c'est l'épithète la plus courante), qu'il porte sans doute longs comme les autres grecs, ce qui lui donne l'aspect d'une crinière de lion.
Homère évoque « les fortes cuisses » et les « belles chevilles » de Ménélas et compare ses cuisses à de l'ivoire.

### Description morale
Dans le choix de ses épithètes, Homère insiste sur le caractère guerrier de Ménélas (« aimé d'Arès », « comme Arès », « bon à lancer le cri de guerre », « célèbre pour sa lance », « le vaillant »). De fait, il tient sa place dans les combats, il est même comparé à un lion quand il aperçoit Pâris à sa portée, et il aurait tué son rival si Aphrodite ne s'était interposée, mais il est vrai que Pâris est un combattant relativement faible, ce qui permet à son frère Hector de le rabrouer.
Ménélas se montre plusieurs fois d'une témérité au-dessus de sa valeur : quand il veut affronter seul Hector, son frère doit le calmer tant sa défaite apparaît certaine, et quand Diomède cherche un autre héros pour s'introduire chez les Troyens, Agamemnon craint encore pour sa vie.
Son niveau guerrier apparaît donc moyen, bien au-dessus de la moyenne des combattants, mais sans atteindre celui des meilleurs. Apollon choisit d'exciter Hector en se moquant de lui qui recule devant Ménélas, guerrier « jusqu'à présent sans force ». Cette médiocrité était déjà commentée dans l'antiquité par Platon dans Le Banquet ou Maxime de Tyr.
Sa voix possède une certaine force puisque son cri de guerre est dit « fameux ». Il s'exprime bien et clairement, mais sans atteindre l'éloquence d'Ulysse qui captive son auditoire.
De façon plus générale, malgré son rôle de premier plan dans l'origine du conflit troyen, Ménélas joue un rôle effacé derrière son frère et les autres héros. C'est vrai que parmi les rois achéens, il n'est ni le plus grand (c'est Agamemnon), ni le plus fort (Ajax), ni le plus brave (Achille), ni le plus rusé (Ulysse), ni le plus sage (Nestor). Contrairement aux autres héros qui ruminent longtemps leur rancune, Ménélas est aussi prompt à s'insurger contre Antiloque qui triche contre lui à la course en char, avant de lui pardonner presque instantanément après quelques belles paroles. Cette « mollesse » de caractère a souvent été notée, associée à un éternel rôle de second plan,,.
Sa position est aussi rendue difficile par l'inévitable ridicule de sa situation. C'est un des plus célèbres maris trompés de la littérature et, comme dans les siècles suivants, les Grecs de l'époque ne manquaient pas d'ironiser. Hypénor paiera de sa vie de s'être moqué de lui comme « le plus déshonoré des Grecs ». Ménélas porte durant tout le conflit la culpabilité d'avoir entraîné les Grecs dans cette aventure terrible et déshonorante,. Ses retrouvailles avec Hélène sont un autre exemple : après un bref accès de colère, il se laisse presque immédiatement envoûter par ses charmes. Il reprend ensuite sa vie avec Hélène avec une facilité inattendue pour un guerrier de l'Iliade. Le mépris ironique domine chez les divers commentateurs,.

## Culte

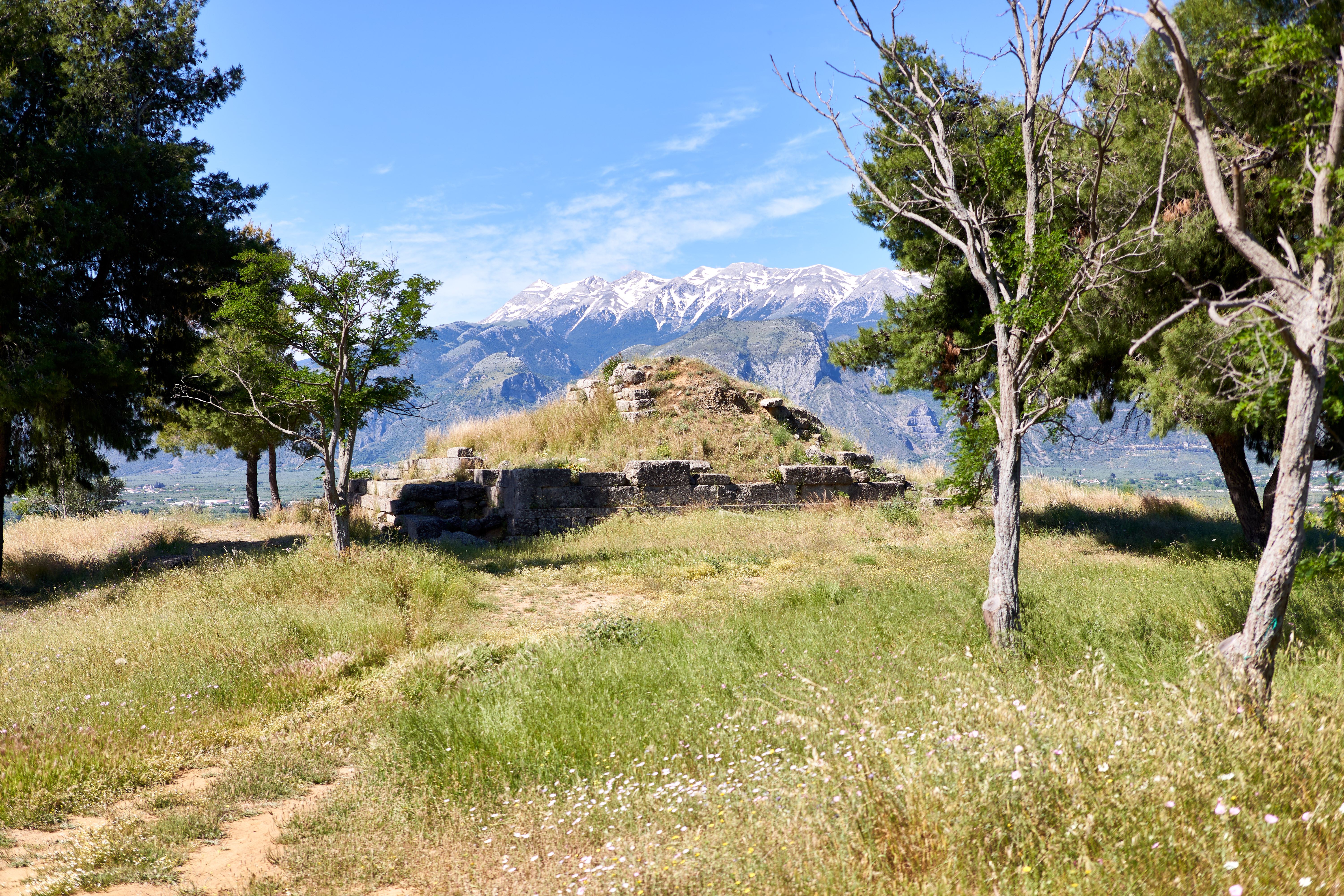
Ruines du Ménélaion, près de Sparte.

Du temps de Pausanias, les Lacédémoniens gardaient le souvenir d'une maison de Ménélas : « Hors du Dromos, vous trouvez, près de la statue d'Hercule, une maison qui était jadis celle de Ménélas, et qui appartient maintenant à un particulier. ». Près de Mycènes un temple consacré à Héra était censé renfermer le bouclier que Ménélas enleva à Euphorbe devant Troie.
Mais surtout, un culte héroïque lui était rendu à Thérapné, un bourg voisin de Sparte, où un temple était érigé sur sa tombe, commune avec celle d'Hélène. Son culte était toujours vivace au IIe siècle comme le rapporte Athénagoras d'Athènes. Un petit temple antique en ruine, sur la colline de Thérapné à 5 km au sud-est de Sparte, a été identifié comme le Ménélaion, daté du Ve siècle av. J.-C. grâce à des offrandes votives adressées à Hélène.
Pausanias rapporte également l'existence près de Gythio de deux statues dédiées à Praxidice et Thétis qui passaient pour avoir été érigées par Ménélas en face de l'île où Pâris et Hélène s'étaient aimés.

## Représentations artistiques
Ménélas apparaît dans la majeure partie des innombrables œuvres tirées du cycle de Troie en général, et de l'histoire d'Hélène en particulier.

### Théâtre antique
Ménélas est mis en scène dans plusieurs tragédies antiques :
- Sophocle : Ajax ;
- Euripide : Hélène, Iphigénie à Aulis, Oreste, Andromaque, Les Troyennes.

### Peinture antique
Pausanias nous fait la description d'une peinture de Polygnote, aujourd'hui disparue et qui était dans la Lesché des Cnidiens, un édifice à Delphes. À côté, semble-t-il, de la scène où la princesse troyenne Cassandre alors agrippée à la statue de Pallas est menacée par Ajax fils d'Oïlée, se trouvent Ménélas et son frère Agamemnon, tous deux ayant un casque. Ménélas porte un bouclier orné d'un dragon qui parut durant le sacrifice en Aulide, et qui fut pris pour un prodige.

### Sculpture

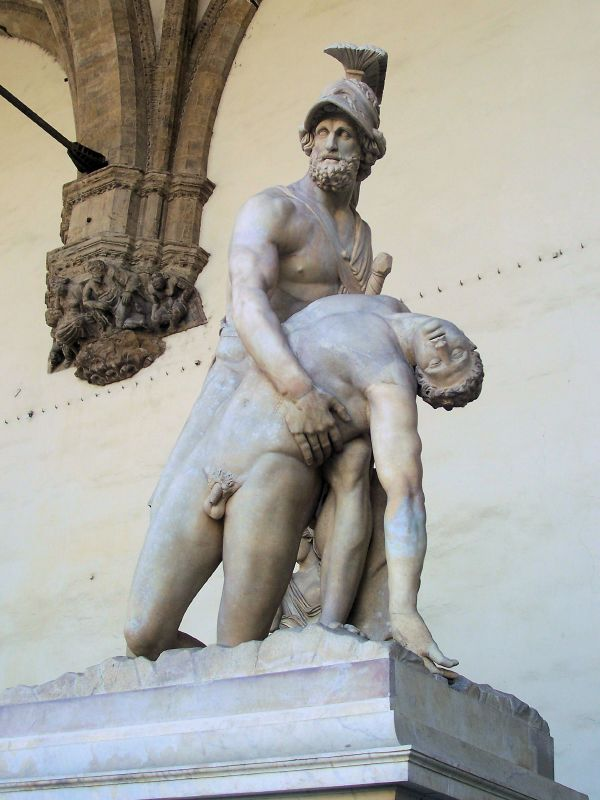
Ménélas soutenant le corps de Patrocle (Florence, Loggia dei Lanzi, Piazza della Signoria).

La loggia dei Lanzi sur la piazza della signoria de Florence possède un célèbre groupe sculpté intitulé Ménélas soutenant le corps de Patrocle. Il s'agit d'une reconstitution artistique du XVIIe siècle menée par Pietro Tacca et Lodovico Salvetti à partir d'un buste antique du IIIe siècle av. J.-C., découvert à Rome au XVe siècle et appelé le Pasquino, visible sur la Piazza Pasquino à Rome.

### Opéra
La Belle Hélène, opéra-bouffe de Jacques Offenbach (1864) : fidèle à l'esprit du temps, on insiste beaucoup sur le rôle de Ménélas en cocu peu intelligent.

### Cinéma
Ménélas a été interprété au cinéma par, entre autres :
- Maximilian Nekut dans König Menelaus im Kino (1913) ;
- Friedrich Ulmer dans Hélène de Troie (1924) ;
- Lewis Stone dans The Private Life of Helen of Troy (1927) ;
- Niall MacGinnis dans Hélène de Troie (1956) ;
- Nando Tamberlani (it) dans La Guerre de Troie (1961) ;
- Alberto Lupo dans Hélène, reine de Troie (1964) ;
- Patrick Magee dans Les Troyennes (1971) ;
- Brendan Gleeson dans Troie (2004) ;

### Jeux Vidéo
Ménélas apparaît en tant que personnage non jouable dans le jeu vidéo Warriors: Legends of Troy sorti en 2011.

## Sources
- Pseudo-Apollodore, Bibliothèque [détail des éditions] [lire en ligne], Épitome [détail des éditions] [lire en ligne]
- (en) Le Sac de Troie [détail des éditions] [lire en ligne].
- Euripide
  - Hélène [détail des éditions] [lire en ligne]
  - Oreste [détail des éditions] [lire en ligne]
  - Iphigénie à Aulis [détail des éditions] [lire en ligne]
  - Andromaque [détail des éditions] [lire en ligne]
  - Les Troyennes [détail des éditions] [lire en ligne]
- Hérodote, Histoires [détail des éditions] [lire en ligne]
- Catalogue des femmes [détail des éditions]
- Homère, Iliade [détail des éditions] [lire en ligne]
- Homère, Odyssée [détail des éditions] [lire en ligne]
- Hygin, Fables [détail des éditions] [(la) lire en ligne]
- Pausanias, Description de la Grèce [détail des éditions] [lire en ligne]
- Quintus de Smyrne, Suite d'Homère [détail des éditions] [lire en ligne]
- (en) Retours [détail des éditions] [lire en ligne]
- Sophocle, Ajax [détail des éditions] [lire en ligne]
- (en) Chants cypriens [détail des éditions] [lire en ligne]
- Tryphiodore, Prise de Troie [détail des éditions] (lire en ligne)